# Macrocera anglica
Macrocera anglica är en tvåvingeart som beskrevs av Edwards 1925. Macrocera anglica ingår i släktet Macrocera och familjen platthornsmyggor. Arten är reproducerande i Sverige. Inga underarter finns listade i Catalogue of Life.